# Chodov (Praga)
Chodov – część Pragi leżąca w dzielnicy Praga 11, na południowy wschód o centrum miasta. W 2006 liczyło 57 324 mieszkańców.